# Leipziger Locomotive
Die Leipziger Locomotive mit dem Untertitel Volksblatt für tagesgeschichtliche Unterhaltung erschien erstmals am 4. Januar 1843. Laut Angabe auf der Titelseite betrug die Auflage 4500 Exemplare. Die Zeitung erschien jeweils am Mittwoch.
Die Wochenzeitung wurde von Friedrich Wilhelm Held (1813–1872), einem Journalisten, Schriftsteller und Politiker, im Reclam-Verlag in Leipzig herausgegeben.
Der Leipziger Locomotive wurde im Juni 1843 die Konzession wegen demokratischer Aufrührigkeit von der sächsischen Pressepolizei entzogen. Zuletzt betrug die Auflage 20.000 Exemplare.